# Lavkirkelig
Lavkirkelig er en samlebetegnelse på de kirkesamfund eller menigheder inden for den protestantiske kristendom, der praktiserer en friere liturgisk og mindre højtidelig gudstjeneste end i de højkirkelige kirkesamfund. Den har sine rødder i calvinisme og puritanisme. Begreberne lav- og højkirkelig er typisk noget, der forbindes med den anglikanske kirke.
Under reformationen var den katolske kirke rigelige brug af udsmykning i kirken genstand for kritik. Ifølge reformatoren Jean Calvin skulle kirken udelukkende være bønnens og tilbedelsens hus, og derfor skulle alle elementer, der fjernede opmærksomheden fra Kristus væk.
Andre kirkesamfund går længere. Den karismatiske bevægelse er gået væk fra de liturgiske rammer (gudstjenestens ritualer og forløb), som de mere højkirkelige samfund har holdt fast i. Pinsebevægelsen er desuden kendt for jævnligt at bruge nådegaver (f.eks. tungetale) i sine gudstjenester. Udtrykket lavkirkelig bruges specielt om de mange lægmandskristne bevægelser, der voksede frem i 1800- og 1900-tallet, og som står for en mere fundamentalistisk kristendom end de mere etablerede kirker, der ledes af akademisk uddannede teologer.
Den evangelisk-lutherske kristendom har både højkirkelige og lavkirkelige strømninger, men befinder sig stort set på et mellemniveau. Forskellene er mere udtalte i den anglikanske kirke, hvor højkirkeligheden til forveksling ligner den katolske kirke.

## Reference
1. ↑  lavkirkelig — Den Danske Ordbog
2. ↑  Findes der en højkirkelig tradition i Danmark? - Kristendom.dk